# Die Schiffbrüche des Álvar Núñez Cabeza de Vaca
Die Schiffbrüche des Álvar Núñez Cabeza de Vaca (spanisch Naufragio de Alvar Núñez Cabeza de Vaca) ist ein Augenzeugenbericht aus dem Jahre 1538. Veröffentlicht wurde das Buch 1542 in Zamora und 1555 in Valladolid. Der spanische Originaltitel lautete: Relación que dio Alvar Núñez Cabeza de Vaca de lo acaescido en las Indias en la armada donde iba por Gobernador Pánfilo de Narvaez.

## Inhalt
Das Buch beschreibt den Narváez-Feldzug von Kuba nach Florida im Jahr 1528. In einer bildhaften Sprache erzählt der Autor vom Scheitern der Konquistadoren und ihrer anschließenden Flucht aus Florida. Auf ihrem Weg durch den nordamerikanischen Kontinent mussten die wenigen Überlebenden viele Jahre als Sklaven indianischer Sammlerstämme in Elend und Hunger verbringen, bevor es ihnen endgültig gelang, nach Neuspanien (Mexiko) zu entkommen. Der Leser erfährt die Wandlung, die der Konquistador Álvar Núñez Cabeza de Vaca auf der achtjährigen Reise vom Eroberer hin zum Menschenfreund durchlebte.

## Bedeutung
Die Beschreibungen der Indianer und der Natur des nordamerikanischen Kontinents vor fast 500 Jahren sind von größtem geschichtlichen Quellenwert. Álvar Núñez Cabeza de Vaca und seine Gefährten waren die ersten Europäer, die den südlichen Teil der heutigen USA und den Norden des heutigen Mexiko zu Fuß durchquerten. Das Buch ist das erste geschichtliche Dokument, in dem ein Europäer den nordamerikanischen Kontinent, seine Ureinwohner sowie den amerikanischen Bison beschreibt. Selbst heute noch beeinflusst das Buch die Forschung über das Leben und die Sitten der präkolumbischen Menschen in Nordamerika, denn viele der beschriebenen indianischen Stämme sind heute ausgestorben. Es wird auch heute noch in vielen Sprachen verlegt und hat manche Autoren inspiriert. Nicolás Echevarría hat die Erlebnisse des Álvar Núñez Cabeza de Vaca verfilmt.

## Folgen
Fast zehn Jahre nach Beginn des Narváez-Feldzuges traf Cabeza de Vaca am 9. August 1537 in Spanien ein und schrieb dort 1538 das Buch Naufragio de Alvar Núñez Cabeza de Vaca.

## Film
- Die Abenteuer des Cabeza de Vaca. Mexiko 1990 (spanischer Originaltitel: Cabeza de Vaca). Regie: Nicolás Echevarría. Der Film wurde im Wettbewerb der Berlinale 1991 gezeigt.